# 局子街
局子街是一条全线位于中国吉林省延边朝鲜族自治州延吉市的南北向主干道。该道路以“百年老街”的名义获选为延吉市首批“文化景址”之一。

## 历史

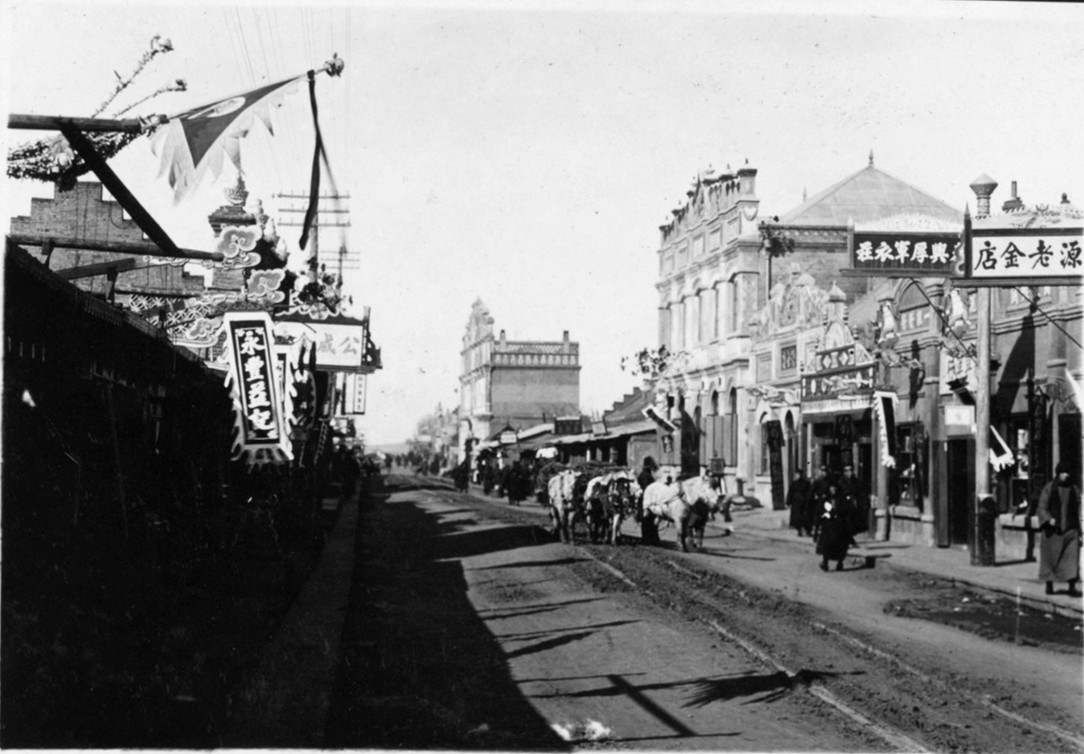
1930年代的局子街

早于光绪年间，局子街就已形成了初步的格局。这条道路因清政府设立的南岗招垦局而得名。因此，局子街也被视为官署的代名词。这条道路在随后的几十年间更改了数次名称。1936年，局子街改称延字街。4年后又被更改为延字路。1953年，局子街改名为前进路，而在该年代末又改称为民主街。文化大革命时，又被称作延吉路。1973年改称为兴安街，直至1982年才恢复了“局子街”的原有名称。
2013年，延吉市人民政府投资对局子街沿线的40栋建筑进行了复古式改造。2018年4月，局子街南延工程正式开工。该工程涉及到的南延段将下穿长图线公铁立交桥，连接至长图线以南的延南路。

## 沿线建筑
1928年8月，延吉市内的第一个中国共产党组织（局子街党支部）即设于该街附近的北山小学。
局子街被认为是延吉市内主要的商业街之一。延吉百货大楼、百利城、南滨国际广场等商场均开设于该道路两侧。